# MARUKADO
MARUKADO（マルカド）は、2022年に結成された、日本の10人組女性アイドルグループ。
コンセプトは「わたしたちと「青春」を再開しよう」。グループカラーは緑。メンバー全員が洗足学園音楽大学の現役学生。ファンの愛称は「まるか党」。私立恵比寿中学等のドキュメンタリーフィルムを手掛ける近藤キネオがプロデュースする。

## 概要
2022年に洗足学園音楽大学の全コースを対象としたオーディションが開催され様々なコースから8人が選出。同年9月に関係者お披露目ライブを開催。10月1日に「MARUKADO第一回定期公演!」と題しデビューライブが開催された。
グループ名の「MARUKADO」は、一つ一つの音をはっきり演奏するという意味の発想記号（marukato）と、常に形が変化しつづけ、矛盾すらも併せ持つ「丸と角」そこから命名された。
現在発表されている楽曲は17曲。そのうち4曲「progress-girls」「紙ヒコーキ雲」「Changer」「愛のキャラバン」は洗足学園音楽大学の音楽・音響デザインコース内で行われた第1回楽曲コンペで選ばれた。「Re.青春」は洗足学園音楽大学に在学のけんたあろはが書き下ろした。
2023年1月に開催された『第四回MARUKADO定期公演!〜新春フリーライブ〜』で、大学100周年の2024年に日本武道館での公演を目指すことを発表した。
2024年5月に開催された第12回定期公演『21.2kmもの長い道のりを前にした僕は』にて、日本武道館にて行われる洗足学園100年記念式典DAY1夜の部でのMARUKADO単独フリーライブを発表し、10月15日に開催した。
なお大学内のビッグマウスで行われる定期公演や、前田ホールで行われる公演などには、同学の音楽環境創造コースの学生が公演スタッフとして関わっており、その様子は学生スタッフのXアカウントで発信されている。

## 沿革

### 2022年
- 9月16日
  - 公式Twitterと公式インスタグラムを開設。
  - 関係者のみのお披露目LIVE（洗足学園音楽大学ビックマウス）を開催。
- 10月1日、『MARUKADO第一回定期公演!』（洗足学園音楽大学MUSIC POOL CINO）を開催。
- 10月4日、公式TikTokを開設。
- 10月10日、初の外部イベント『NEW DIVE FESTIVAL ~Autumn Party 1部~』（新宿ReNY）に出演。このイベントで初めての特典会を実施。
- 10月14日、初の個人インスタライブを開催。担当はれいあ。
- 10月31日、初のSHOWROOM配信を開催。
- 11月5日
  - 『洗足学園音楽大学MARUKADO第二回定期公演!』（洗足学園音楽大学MUSIC POOL CINO）を開催。
  - 公式LINEを開設。
- 11月12日、かづさが持病の足の治療に専念するため休養を発表。
- 11月13日
  - 『洗足学園オンラインフェスティバル』に出演。
  - 『「MI・RA ・I SUPER LIVE 2022」Sunday Special Stage編』（渋谷近未来会館）に出演。
- 11月23日、MARUKADOの公式サイトがオープン。
- 11月27日、『「MI・RA・I SUPER LIVE 2022」Sunday Special Stage編』（渋谷近未来会館）に出演。
- 12月2日、れいあのSHOWROOM配信がスタート。初回ゲストはみはね。
- 12月11日、『Starry Christmas Vol.1』（池袋リヴォイス）に出演。
- 12月18日、『「MUROMACHI SUPER LIVE 2022」DECEMBER.PREMIUM公演編』（室町三井ホール）に出演。
- 12月24日、『第三回MARUKADO定期公演特別編 〜Christmas Party〜』（洗足学園音楽大学MUSIC POOL CINO）を開催。足の治療に専念していたかづさがこのライブより復帰。
- 12月25日、MARUKADOの楽曲「progress-girls」「紙ヒコーキ雲」「Changer」の3曲が各種配信サービスにて先行配信開始。

### 2023年
- 1月8日、『第四回MARUKADO定期公演!〜新春フリーライブ〜』（洗足学園音楽大学MUSIC POOL CINO）開催。ライブ内で大学100周年の2024年に日本武道館を目指すことを発表。
- 1月15日、初のミュージックビデオ「Re.青春」をYouTubeにて公開。
- 1月21日、『GIG TAKAHASHI2 〜tour2023〜』（新宿BLAZE）に昼の部、夜の部ともにトリとして出演。
- 1月22日、川崎フロンターレの『2023新体制発表会見in洗足学園音楽大学』（洗足学園音楽大学前田ホール）に出演。
- 1月26日、日刊スポーツ紙に記事が掲載。
- 2月1日、ヤーリンが2月9日〜3月5日まで台湾に帰国するため公演やライブをお休みすることを発表。
- 2月5日、「Re.青春」のDance PracticeをYouTubeにて公開。
- 2月8日、1stシングル「Re.青春」リリースとリリース記念イベントの開催を発表。
- 2月11日、『第5回MARUKADO定期公演!! 〜GOGOワンコイン500円ライブ〜』（洗足学園音楽大学MUSIC POOL CINO）を開催。
- 2月13日、1stシングルリリース記念イベントを2月13日〜3月13日の間に計7回HMV＆BOOKS SHIBUYAとHMVエソラ池袋にて開催。
- 2月17日、「Re.青春」のMV再生回数9万回突破を記念してインスタライブリレーを17日〜19日の3日間に分けて開催。
- 2月23日、『YOKOHAMA SUPER LIVE2023』FEBRUARY SUPER PREMIUM公演（横浜1000CLUB）出演。
- 3月14日、1stシングル「Re.青春」が３形態で発売。
- 3月18日、MARUKADO史上最大規模のホールワンマンライブ『MARUKADOホールワンマン「play with building blocks」』（洗足学園音楽大学前田ホール）を開催。
- 4月8日、『「MI・RA・I SUPER LIVE 2023」Sunday Special Stage編　西原綾美（パステル☆ジョーカー）爆誕祭』（渋谷近未来会館）に出演。
- 4月19日、『MARUKADO芝生ライブ』（洗足学園音楽大学内芝生ステージ）にて在校生向けに開催。
- 4月22日、『第6回MARUKADO定期公演！！「マルカド、新学期始まるってよ」』を開催。
- 4月23日、『新入生歓迎ミニライブ』（BIG MOUTH / MUSIC POOL CINO）にて開催。
- 4月29日、LaQuaにてフリーライブ（TOKYOU DOME CITY）に出演。
- 5月4日、『hello! world vol2』（WALLOP ３F STDIO）に出演。
- 5月6日、『第7回MARUKADO定期公演〜ゴールデンウィークはラッキーにセブン〜』（洗足学園音楽大学BIG MOUTH）を開催。
- 5月7日、『Dream Collection GW 2023 Vol.13「BANZAI JAPAN皆戸理芳生誕公演」』（横浜1000CLUB）に出演。
- 5月8日、丸を磨き、角を研ぐ、修行の旅『ミガトギシリーズ』を始めることを発表。
- 5月13日、ミガトギシリーズ1本目『YOKOHAMA SUPER LIVE 2023』（横浜1000CLUB）に出演。
- 5月14日、ミガトギシリーズ2本目『IDOLiZM in GOTANDA G4 -0514-』（五反田G4）に出演。
- 5月20日、うたはがスケジュールの都合で7月中旬まで活動休止を発表。
- 5月21日、ミガトギシリーズ3本目『GIGADOL FESTIVAL GIGAParty in COAST -5021-』（YOKOHAMA COAST GARAGE＋）に出演。
- 5月27日、ミガトギシリーズ4本目『Girls Face in RING』（渋谷RING）に出演。
- 5月27日、ミガトギシリーズ5本目『ICOLONY IDOL LIVE 44//DAY1』（GOTANDA G2）に出演。
- 5月28日、ミガトギシリーズ6本目『ICOLONY IDOL LIVE 44//DAY2』（GOTANDA G2）に出演。
- 6月3日、ミガトギシリーズ7本目『iDOL PARTY 2023 アイドル紅白戦-603- in Yokohama』（YOKOHAMA COAST GARAGE＋）に出演。
- 6月3日、ミガトギシリーズ8本目『ICOLONY IDOL LIVE 45』（GOTANDA G4）に出演。
- 6月4日
  - ミガトギシリーズ9本目『AiDOLOXXXY 晴陽みなみ 生誕祭2023』（GOTANDA G4）に出演。
  - ミガトギシリーズ10本目『ドリコレ！！浅草』（浅草VAMPKIN）に出演。
- 6月10日、『神奈川フューチャードリームス 交流戦』（小田原球場）の始球式などにゲスト出演。
- 6月11日
  - ミガトギシリーズ11本目『Emotional Sunday DAY ACT』に出演。
  - ミガトギシリーズ12本目『Emotional Sunday NIGHT ACT』に出演。
- 6月16日、SHOWROOM配信内にて10月1日にMARUKADO結成1周年記念公演「add more colors」を前田ホールにて開催を発表。
- 6月17日、ミガトギシリーズ13本目『iDOL PARTY 2023 アイドル紅白戦-617- in Yokohama』（YOKOHAMA COAST GARAGE＋）に出演。
- 6月18日
  - ミガトギシリーズ14本目『FAZ Vol.4』（Veats shibuya）に出演。
  - ミガトギシリーズ15本目『Emotional Circuit』（渋谷DESEO＆渋谷RING 2会場サーキット）に出演。
- 6月24日、ミガトギシリーズ16本目『iDOL PARTY 2023 アイドル紅白戦-624- in Yokohama』（YOKOHAMA COAST GARAGE＋）に出演。
- 7月1日、ミガトギシリーズ17本目『iCOLONY iDOL LiVE//DAY1』（GOTANDA G2）に出演。
- 7月2日、ミガトギシリーズ18本目『iCOLONY iDOL LiVE//DAY2』（GOTANDA G2）に出演。
- 7月2日、ひよこの会主催イベントにみはね、れいあ、かづさ、なほ が参加。
- 7月8日、『川崎フロンターレ「川崎市制記念試合 Fサーキット」』時報パフォーマンスとして出演。
- 7月9日、ミガトギシリーズ19本目『ゲキモリdeパーリナイ vol.62』（SPACE ODD）に出演。
- 7月9日、ミガトギシリーズ20本目『HARAJUKU iDOL SONIC』（WITH HARAJUKU HALL）に出演。
- 7月10日、『マヨバカ学園』7月期メンバーとしてしおんが選ばれたことをMARUKADO公式Twitterにて発表。
- 7月10日、「かづさ誕生日当日TikTok LIVE」にてかづさの個人Instagramアカウントを開設したことを発表。
- 7月12日、7月16日のフリーライブにて活動休止中だったうたはが復帰することを発表。
- 7月13日、8月26日に『MARUKADO第8回定期公演「go back home∞」』を開催することを発表。
- 7月16日、『フリーライブ』（立川GREEN SPRINGS）に出演。このライブにて新曲「キミお洗濯」を初披露。
- 7月17日、ミガトギシリーズ21本目『Emotional Circuit』（渋谷DESEO＆渋谷RING 2会場サーキット）に出演。
- 7月29日、ミガトギシリーズ22本目『POP IN FESTIVAL 2023~＃PIF2023~』（池袋Studio Mixa）に出演。
- 7月30日
  - ミガトギシリーズ23本目『ようこそ竜宮城へ！0730＠YOKOHAMA COAST garage＋』（YOKOHAMA COAST garage+）に出演。
  - ミガトギシリーズ24本目『Girls Face in RING』（渋谷RING）に出演。
- 8月5日、『第26回 溝口駅前 納涼盆踊り大会』（ノクティ(2)ビル屋上広場［マルイ側ビル］）に出演。
- 8月11日、『CITTA'の夏祭り』の打ち水に浴衣にて参加。
- 8月12日、『CITTA'の夏祭り』のパフォーマンスステージに出演。
- 10月1日、デビュー1周年を記念した『MARUKADO結成1周年記念公演』〜 add more colors 〜（洗足学園音楽大学 前田ホール）を開催。新メンバーとして、みら・はなの加入が発表された。
- 10月7日、ABSまつり（エリアなかいち/秋田県秋田市）に出演。
- 10月8日、川崎みなと祭りに出演。
- 11月12日、洗足学園フェスティバルにて、超ときめき♡宣伝部のライブにオープニングアクトとして登場。および単独フリーライブを開催。
- 11月21日、「冒険しよう、そうしよう！」の洗足学園教職員バージョン新MVをYouTubeにて公開。
- 11月23日、にか生誕祭イベント『にかと優雅なお茶会で』(HEUREUSE)を開催。
- 11月26日、第2回アコースティックLIVE『鵠』(Live Garage ..秋田犬)を開催。
- 11月30日、NHK Eテレ『にほんごであそぼ』「偉人とダンス」コラボ作品「武者小路実篤」篇をYouTubeにて公開。
- 12月1日、メンバーのにかが個人TikTokアカウントを開設。
- 12月7日、NHK Eテレ にほんごであそぼ「偉人とダンス」コラボ作品、第2弾「アルベルト・アインシュタイン」篇をYouTubeにて公開。
- 12月17日、『iLIVE COLLECTIONーアイコレー～冬恋！スターパーティーSP!!!～』に出演。
- 12月23日
  - 「冒険しよう、そうしよう！」の洗足学園大学附属幼稚園バージョン新MVをYouTubeにて公開。
  - MARUKADO第9回定期公演『オーナメントとクラッカーとクリスマス』(洗足学園音楽大学 MUSIC POOL CINO)開催。メンバーのしおんが作詞作曲を行った新曲「ハチミツ」を初披露。
- 12月24日、SHIBUYA109前のイベントスペースにてライブを実施。

### 2024年
- 1月1日、「冒険しよう、そうしよう！」振り付けを担当したラッキィ池田とのコラボバージョン新MVをYouTubeにて公開。
- 1月14日、『YOKOHAMA SUPER LIVE 2024 NEW YEAR公演編』(横浜1000CLUB)に出演。
- 1月21日、『YOKOHAMA SUPER LIVE 2024 JANUARY EXTRA STAGE編』(横浜1000CLUB)に出演。
- 1月23日、『NEXT IDOL GRANDPRIX 2024』に出場を公式X(旧Twitter)にて発表。
- 1月26日、『アイドルは嘘ついている!? withT』に出演。
- 1月28日、第3回アコースティックLIVE『鳧』(Live Garage ..秋田犬)を開催。
- 2月6日、『NIG 2024 コンテスト予選ライブパフォーマンス審査』に出演。
- 2月10日、MARUKADO第10回定期公演『belief』(洗足学園音楽大学MUSIC POOL CINO)を開催。
- 2月11日、MARUKADO初の主催イベント『おみぞのゼミ演奏会 vol.1』(洗足学園音楽大学 MUSIC POOL CINO)を開催。
- 2月21日、4/2リリース予定の1st Album「Kawasaki Riff」のジャケット写真を公開。
- 2月27日、『unSea presents Oneder World vol.4』に出演。
- 3月2日、れいあ生誕祭イベント『ﾍﾟｯﾍﾟﾊﾟｰと勇気のタンバリン』(HEUREUSE)を開催。
- 3月3日、『MIMOZA FESTA 2024』(ラ チッタデッラ 中央噴水広場)に出演。フリーライブを実施。
- 3月16日、『竹芝音楽祭 2024』(東京ポートシティ竹芝 GREEN PLAZA STAGE)に出演。フリーライブを実施。
- 3月17日、『NIG 2024 決勝中間ライブ動員審査』に出演。このライブにて、新曲「まだの君へ」を初披露
- 3月20日、ゲリライベント『アドトラとそれを探すMARUKADOを探せ！』を開催。
- 3月23日、かわさきFMにて『MARUKADOワンマンLIVE直前生放送特番わぁお！』(かわさきFM スタジオ)を公開生放送。番組内で1stアルバム リード曲となる「マルカロンド」の一部を初解禁。
- 3月28日、『NIG 2024 決勝最終ライブ動員審査』(TOKYO DOME CITY HALL)に出演。結果3位を獲得し、翌日のNIG FES 2024 二日目への出演権を獲得。
- 3月29日、『NIG FES 2024』(TOKYO DOME CITY HALL)に出演。
- 3月30日、特別記念ワンマンライブ『音楽のまちに生まれた僕たちは100年を祝う』(SUPERNOVA KAWASAKI)を開催。このライブにて、1st Album内新曲となる「マルカロンド」、「new balance」、「うさぎかぶり」を初披露した。
- 4月2日
  - 1stアルバム『Kawasaki Riff』発売。
  - MARUKADO初の公式ECサイトがオープン。OPEN記念のキャンペーンを5/2まで開催。
- 4月3日、『吉田豪＆南波一海の #この歌が聞きたい 2024春』(LOFT9 Shibuya)に出演。
- 4月7日、『IDOL MiXJUiCE 上野恩賜公園 さくら 満開SP』(上野恩賜公園野外ステージ)に出演。
- 4月10日、「マルカロンド」LIVE(KAWASAKI SUPERNOVA)バージョン新MVをYouTubeにて公開。
- 4月13日、「new balance」LIVE(KAWASAKI SUPERNOVA)バージョン新MVをYouTubeにて公開。
- 4月19日、「まだの君へ」LIVE映像(KAWASAKI SUPERNOVA)をYouTubeにて公開。
- 4月20日、MARUKADO第11回定期公演『ようこそ新しい日々と音楽と』(洗足学園音楽大学 ビッグマウス)を開催。
- 4月27日、『 IDOL MiXJUiCE 上野恩賜公園GWスペシャル 』(上野恩賜公園野外ステージ)に出演。
- 4月29日、『アイドルアラモードプチ Vol.79』(横浜ランドマークホール)に出演。
- 5月4日
  - 『アイドルアラモードプチ Vol.80』(横浜ランドマークホール)に出演。
  - 『IDOL MiXJUiCEゴールデンウィークSP』(なかのZERO小ホール)に出演。
- 5月6日、メンバーのしおんが個人TikTokアカウント・Instagramアカウントを開設。
- 5月7日、「ハチミツ」LIVE(KAWASAKI SUPERNOVA)バージョン新MVをYouTubeにて公開。
- 5月12日、第4回アコースティックLIVE『鷸』1部・2部(Live Garage ..秋田犬)を開催。
- 5月16日、『アイチャレ!! #137』(YouTube)に出演。
- 5月17日、『アイドルマリアージュVol.3』(横浜1000 CLUB)に出演。
- 5月18日、『IDOL MiXJUiCE お客様大感謝還元SPライブ』(上野恩賜公園野外ステージ)に出演。
- 5月25日、MARUKADO第12回定期公演『21.2kmもの長い道のりを前にした僕は』(洗足学園音楽大学 MUSIC POOL CINO)を開催。新曲「POTLUCK PARTY!!!」を初披露し、2024年10月15日に日本武道館にて行われる洗足学園100年記念式典DAY1でのMARUKADO単独フリーライブの開催を発表。
- 5月26日、tvkかながわMIRAIストリート『MARUKADO 皆と未来ストリートライブ』フリーライブ(関内駅周辺)に出演。
- 6月2日、『 IDOL MiXJUiCE 』(上野恩賜公園野外ステージ)に出演。
- 6月8日、『Girls Face in VIDENT』(SHIBUYA VIDENT)に出演。

- 6月15日
  - 『おんまち・みぞのくちライブ』フリーライブ第1回・第2回(ノクティ2)を開催。
  - 『IDOL MiXJUiCE』(豊島区民ホール)に出演。
- 6月22日、 第5回 アコースティックLIVE「鶲」 1部・2部(Live Garage ..秋田犬)を開催。
- 6月29日、イベント(Uvanceとどろきスタジアム by Fujitsu)に開催。
- 6月30日、 MARUKADO第13回定期公演 『終わらないサビが始まるよ』(洗足学園音楽大学Big Mouth)を開催。
- 7月13日、第6回アコースティックLIVE「鵰」(Live Garage 秋田犬)を開催。
- 7月21日、第14回定期公演『Special July,July,July!!!』(洗足学園音楽大学 MUSIC POOL CINO)を開催。
- 9月8日、第15回定期公演『ホームでどかん！』(洗足学園音楽大学 Big Mouth)を開催。
- 9月15日、第7回アコースティックLIVE「鶚」(Live Garage ..秋田犬)を開催。
- 10月15日、洗足学園100周年記念式典 DAY1 夜の部  MARUKADOフリーライブ『100年のイントロ』(日本武道館)を開催。
- 11月10日、洗足学園フェスティバルにて、私立恵比寿中学のライブにオープニングアクトとして登場。およびフリーライブを開催。同日、日本武道館ライブのアーカイブをYoutubeにて公開。
- 12月22日、第8回アコースティックLIVE クリスマス特別編「七面鳥」(Live Garage 秋田犬)を開催。

### 2025年
- 1月4日、MARUKADO 2025シーズン開幕LIVE『イツカワスレラレナイキョウモ』(SUPERNOVA KAWASAKI)を開催。
- 2月11日、第16回定期公演『no yet fixed』(洗足学園音楽大学 Big Mouth)を開催。
- 2月22日、第9回アコースティックLIVEリクエストSP「鸚鵡」(Live Garage ..秋田犬)を開催。
- 3月2日、第17回定期公演『THE LAST DANCE』(洗足学園音楽大学 Big Mouth)を開催。
- 3月15日、台湾での対バンライブ『#MAH20250315 in 時藝劇場 NIGHT』(時藝劇場)に出演。MARUKADO初の海外遠征。
- 3月16日、台湾での単独ライブ、MARUKADO雅翎凱旋公演『我回來了！』(時藝劇場)を開催。
- 3月23日、第10回アコースティックLIVE4年生ラストSP「鳩」(Live Garage ..秋田犬)を開催。
- 3月30日、2024年度 MARUKADO卒業式 『旅立ち』(洗足学園音楽大学 MUSIC POOL CINO)及び、2024年度　MARUKADO卒業LIVE『More Than』(洗足学園音楽大学 Big Mouth)を開催。この日を以ってみはね、ヤーリン、れいあ、みらが卒業。同日、公式ファンクラブ『マルカ堂』を開設。
- 4月1日、この日よりなほが2代目リーダーに就任。
- 4月4日、かわさきFM『かわF RADIO SHOW クジヒル』内のコーナー、『ザ・レジェンド』にて『MARUKADOのラはラジオのラ』が放送開始。初回担当はなほとうたは。
- 4月12日、第18回定期公演『ようこそ素晴らしい僕らの日々』(洗足学園音楽大学 Big Mouth)を開催。初の6人体制での定期公演。
- 4月13日、「シンフォニア」が各種配信サービスにて配信開始。
- 5月11日、第19回定期公演『Make more friends』(洗足学園音楽大学 Big Mouth)を開催。ゲストは成瀬瑛美。またこの日の0時より「I'T DO Go Go」が配信開始。
- 5月17日、第11回アコースティックLIVE『躑躅』(Live Garage ..秋田犬)を開催。
- 6月7日、主催公演『アメフラさん、ようこそ洗足学園音楽大学へ』(洗足学園音楽大学 Big Mouth)を開催。ゲストはAMEFURASSHI。
- 6月8日、主催公演『おみぞのゼミ演奏会vol.2』(洗足学園音楽大学 Big Mouth)を開催。ゲストはアイドルカレッジ、iSPY、.BPM。オープニングアクトはおむすびコロコロが努めた。
- 6月20日、第12回アコースティックライブ『花菖蒲』(Live Garage ..秋田犬)を開催。
- 6月26日、初パフォーマンスから1000日目を迎えた。
- 7月7日、学内イベント『MUSE MIX!! 七夕スペシャル』(洗足学園音楽大学 学生食堂MUSE)に出演。
- 7月27日、『夏生まれ！かづさ・なほスペシャル生誕祭』(Live Garage ..秋田犬)を開催。
- 7月29日〜8月3日にかけて、かづさとうたはが舞台『となりのパンダs 第10回公演　ロマンティック・ラブ・イデオロギー vol.2』(溝ノ口劇場)に出演。
- 8月10日、かづさが個人TikTokを開設したことを発表。
- 8月11日、ワンマンLIVE『Hau'oli Anuanue』(溝ノ口劇場)を開催。「さらば、キミよ」「Showcase!!!」を初披露したほか、MARUKADO研究生として日向彩衣瑠、月宮蘭奈、桃李実桜、渚沙ことりがお披露目された。また全メンバーに名字が付けられ、メンバーによっては名前も漢字表記となった。同日、うたはが個人Instagramを開設したことを報告（初投稿は8月8日）。
- 8月12日、「さらば、キミよ」が配信開始。兎月葉奈が個人Instagramを開設したことを報告（初投稿は8月9日）。

## メンバー
| メンバーカラー | 名前        | よみ          | 生年月日               | 出身地   | 所属コース               | 学年 | 備考                             |
| -------------- | ----------- | ------------- | ---------------------- | -------- | ------------------------ | ---- | -------------------------------- |
| 青             | 宙乃 凪星   | そらの なほ   | 2003年7月23日（22歳）  | 東京都   | ダンスコース             | 4年  | リーダー（2代目） 振り付けを担当 |
| 黄色           | 羊ノ 心音   | らむの しおん | 2004年3月30日（21歳）  | 埼玉県   | 音楽・音響デザインコース | 4年  | 「獅子谷詩音」名義で作詞を担当   |
| 赤             | 苺姫 にか   | まいひめ にか | 2003年11月21日（21歳） | 神奈川県 | ダンスコース             | 4年  |                                  |
| 水色           | 雨輝 うたは | うき うたは   | 2004年1月3日（21歳）   | 大阪府   | 声優アニメソングコース   | 4年  |                                  |
| 白             | 津雲 かづさ | つくも かづさ | 2003年7月10日（22歳）  | 神奈川県 | ミュージカルコース       | 4年  |                                  |
| 黄緑           | 兎月 葉奈   | とづき はな   | 2004年3月6日（21歳）   | 神奈川県 | ダンスコース             | 4年  |                                  |

| メンバーカラー   | 名前        | よみ          | 生年月日              | 出身地 | 所属コース                                | 学年 | 備考 |
| ---------------- | ----------- | ------------- | --------------------- | ------ | ----------------------------------------- | ---- | ---- |
| 紫               | 月宮 蘭奈   | つきみや らな | 2003年1月1日（22歳）  |        | 音楽・音響デザインコース                  | 3年  |      |
| オレンジ         | 日向 彩衣瑠 | ひなた あいる | 2005年7月31日（20歳） |        | ジャズ＆アメリカンミュージック"JAM"コース | 2年  |      |
| ピンク           | 桃李 実桜   | とうり みおう | 2005年4月26日（20歳） |        | 音楽環境創造コース                        | 2年  |      |
| ターコイズブルー | 渚沙 ことり | なぎさ ことり | 2006年6月9日（19歳）  |        | ダンスコース                              | 1年  |      |

| メンバーカラー | 名前   | よみ     | 生年月日               | 出身地   | 所属コース               | 卒業日        | 備考                                                                          |
| -------------- | ------ | -------- | ---------------------- | -------- | ------------------------ | ------------- | ----------------------------------------------------------------------------- |
| 紫             | MIHANE | みはね   | 2002年7月17日（22歳）  | 東京都   | ダンスコース             | 2025年3月30日 | 初代リーダー。卒業後はみらとともに「MOG」として活動。                         |
| オレンジ       | YALING | ヤーリン | 2000年12月11日（24歳） | 台湾     | 声優アニメソングコース   | 2025年3月30日 |                                                                               |
| ピンク         | REIA   | れいあ   | 2003年3月3日（22歳）   | 神奈川県 | 声優アニメソングコース   | 2025年3月30日 |                                                                               |
| 緑             | MIRA   | みら     | 2002年2月16日（22歳）  | 東京都   | 音楽・音響デザインコース | 2025年3月30日 | 「緑河美来」名義で作詞・作曲を担当。卒業後はみはねとともに「MOG」として活動。 |

## 楽曲
| リリース日     | 曲名                       | 作詞                 | 作曲                 | 編曲              | 収録CD                                                   |
| -------------- | -------------------------- | -------------------- | -------------------- | ----------------- | -------------------------------------------------------- |
| 2023年03月14日 | progress-girls             | 小島春季             | 小島春季             | 小島春季 湯浅篤   | 1stシングル「Re.青春」・1stアルバム「Kawasaki Riff」     |
| 2023年03月14日 | 紙ヒコーキ雲               | 小保方友樹           | 小保方友樹           | 小保方友樹 湯浅篤 | 1stシングル「Re.青春」●▲盤・1stアルバム「Kawasaki Riff」 |
| 2023年03月14日 | Changer                    | Kazuya               | Kazuya               | Kazuya 石塚英一朗 | 1stシングル「Re.青春」▲▲盤・1stアルバム「Kawasaki Riff」 |
| 2023年03月14日 | Re.青春                    | けんたあろは         | けんたあろは         | けんたあろは      | 1stシングル「Re.青春」・1stアルバム「Kawasaki Riff」     |
| 2023年03月14日 | 愛のキャラバン             | 大平開世             | 大平開世             | 大平開世 高島鉄平 | 1stシングル「Re.青春」●●盤・1stアルバム「Kawasaki Riff」 |
| 2023年8月16日  | キミお洗濯                 | みきちゅ             | ぺりお舞優           | 石川ゆう(油田LCC) | 1stアルバム「Kawasaki Riff」                             |
| 2023年11月14日 | 冒険しよう、そうしよう！   | けんたあろは         | けんたあろは         | けんたあろは      | 1stアルバム「Kawasaki Riff」                             |
| 2024年04月02日 | ハチミツ                   | 獅子谷詩音           | 獅子谷詩音           | 高慶智行          | 1stアルバム「Kawasaki Riff」                             |
| 2024年04月02日 | マルカロンド               | ねじ式               | ねじ式               | ねじ式            | 1stアルバム「Kawasaki Riff」                             |
| 2024年04月02日 | new blance                 | yuuhi                | Victoria             | DJ PMX            | 1stアルバム「Kawasaki Riff」                             |
| 2024年04月02日 | うさぎかぶり               | あまがみ             | あまがみ             | 湯浅篤            | 1stアルバム「Kawasaki Riff」                             |
| 2024年04月02日 | まだの君へ                 | 市瀬るぽ             | 市瀬るぽ             | 市瀬るぽ          | 1stアルバム「Kawasaki Riff」                             |
| 2024年05月25日 | POTLUCK PARTY!!!           | 露崎リュージ         | 露崎リュージ         |                   |                                                          |
| 2024年10月15日 | グッと！ズッと！ユートピア | 獅子谷詩音           | 獅子谷詩音           |                   |                                                          |
| 2025年2月16日  | ハッピーエンドは           | 緑河美来             | 緑河美来             |                   |                                                          |
| 2025年3月14日  | さいごのさいしょ           | 獅子谷詩音・緑河美来 | 獅子谷詩音・緑河美来 |                   |                                                          |
| 2025年4月13日  | シンフォニア               | ねじ式               | ねじ式               | ねじ式            |                                                          |
| 2025年5月11日  | I'T DO Go Go               | みきちゅ             | 田中知之             | 田中知之          |                                                          |
| 2025年8月12日  | さらば、キミよ             | エンドウ.            | エンドウ.            | エンドウ.         |                                                          |
|                | Showcase!!!                | ヒラテマリノ         | ヒラテマリノ         | ヒラテマリノ      |                                                          |

### X（旧Twitter）

###### 現メンバー
- 宙乃凪星（＠naho_marukado）- X
- 苺姫にか（＠nika_marukado）- X
- 羊ノ心音（＠Shion_marukado）- X
- 雨輝うたは（＠utaha_marukado）- X
- 津雲かづさ（＠kaduna_marukado）- X
- 兎月葉奈（＠hana_marukado）- X
- 月宮蘭奈（＠lana_marukado）-X
- 日向彩衣瑠（@airu_marukado）-X
- 桃李実桜（@miou_marukado）-X
- 渚沙ことり（＠Kotori_marukado）-X

###### 元メンバー
- みはね（＠MIHANE07_MOG）-X
- みら（＠MIRA02_MOG）-X
- ヤーリン（＠yaling_desuyo）-X
- れいあ（＠reiasanofficial）-X

### TikTok

###### 現メンバー
- 宙乃凪星（＠naho_marukado）-TikTok
- 苺姫にか（@nika_marukado）- TikTok
- 羊ノ心音（＠shion._.marukado）-TikTok
- 雨輝うたは（＠utaha_marukado）-Tiktok
- 津雲かづさ（＠kadusa_marukado）-TikTok
- 兎月葉奈（＠hana_marukado）-TikTok

###### 元メンバー
- みはね（＠mihane_mog）-TikTok
- みら（＠mira_si3）-TikTok
- れいあ（＠reisanofficail）-TikTok

### Instagram

###### 現メンバー
- 宙乃凪星（marunaho_cosmo）- instagram
- 羊ノ心音（maruon_utau）- instagram
- 津雲かづさ（marukadu_photo）- instagram
- 苺姫にか（marunika_days）- instagram
- 雨輝うたは（monkey_u_utaha）-instagram
- 兎月葉奈（hanama_r7）-instagram

###### 元メンバー
- みはね（＠mihane_mog）-instagram
- みら（＠mira_si3）-instagram

### その他
- MARUKADO 公式SHOWROOM - SHOWROOM
- MARUKADO 公式ミクチャ - ミクチャ(MixChannel)
- MARUKADO 学生スタッフXアカウント -X